# Fidel Castro Díaz-Balart
Fidel Ángel Castro y Díaz-Balart (La Habana, 15 de septiembre de 1949-La Habana, 1 de febrero de 2018) fue un físico nuclear cubano. Su padre fue Fidel Castro y su madre la primera esposa de este, Mirta Díaz-Balart.

## Biografía
Sus padres se divorciaron antes de la Revolución Cubana en la cual Castro tomó el poder en ese país, y Mirta se mudó a Miami, Estados Unidos, con la familia Díaz-Balart, llevándose a su hijo con ella. Fidel hijo regresó a Cuba cuando era niño para visitar a su padre, pero se mantuvo allí después por el resto de su infancia. 
Después de realizar estudios en su país, se trasladó a la Unión Soviética donde se convirtió en doctor en Ciencias Físicas y Matemáticas por el Instituto de Energía Atómica I. V. Kurchatov de Moscú. Se graduó en Física Nuclear por la Universidad Estatal Lomonosov de Moscú (1974). De regreso a Cuba obtuvo un segundo doctorado en Ciencias por el Instituto Superior de Ciencias y Tecnología Nucleares de La Habana, y estuvo a cargo del programa de energía nuclear de Cuba, siendo secretario ejecutivo de la Comisión de Energía Atómica de Cuba y de la Secretaría Ejecutiva de Asuntos Nucleares entre 1980 y 1992, hasta que su padre lo sacó del cargo. Después de siete años fuera de la opinión pública, regresó en 1999 para ocupar un cargo de asesor en el Ministerio de la Industria Básica y dedicarse a la divulgación científica como físico nuclear. Escribió varios libros y artículos de temas científicos. Fue asesor científico del Consejo de Estado y vicepresidente de la Academia de Ciencias de Cuba. 
Durante los últimos años de su vida se dedicó al desarrollo de la Nanociencia y las Nanotecnologías en Cuba. Como asesor científico del Consejo de Estado fue organizador de las primeras cinco ediciones del Seminario Internacional de Nanociencias y Nanotecnologías que, iniciadas en el 2006, se realizan en la capital cubana.

## Vida familiar
Tuvo tres hijos, Mirta María, Fidel Antonio y José Raúl, con Natasha Smirnova, a quien conoció en Rusia. Después de divorciarse de Smirnova, se casó con la cubana María Victoria Barreiro, hija del general de la Seguridad del Estado Luis Barreiro.

## Muerte
Se suicidó el 1 de febrero de 2018 a los 68 años de edad. Había estado hospitalizado por depresión. El reporte de su suicidio por el Gobierno de Cuba fue descrito como "inusual público". Fidel Angel Castro Díaz-Balart fue primo hermano de Gabriel Díaz-Balart quién también falleció por suicidio como resultado de una depresión. "Fidelito" Castro Díaz-Balart fue sepultado en el Cementerio Central de La Habana, en la tumba de la Academia de Ciencias, a la derecha de André Voisin.
Al momento de su muerte formaba parte de la Academia Cubana de Ciencias y el Consejo del Estado.